# Сент Денис (Кентаки)
Сент Денис (енгл. St. Dennis) град је у америчкој савезној држави Кентаки.

## Демографија
По попису из 2000. године број становника је 9.177.
| Група             | 2000.         | 2010.    |
| Белци             | 5.783 (63,0%) | 0 (0,0%) |
| Афроамериканци    | 3.113 (33,9%) | 0 (0,0%) |
| Азијати           | 29 (0,3%)     | 0 (0,0%) |
| Хиспаноамериканци | 111 (1,2%)    | 0 (0,0%) |
| Укупно            | 9.177         | 0        |